# Polypodium decursive-pinnatum
Polypodium decursive-pinnatum là một loài thực vật có mạch trong họ Polypodiaceae. Loài này được H.C. Hall miêu tả khoa học đầu tiên năm 1836.